# Юфит, Самуил Наумович
Самуил Наумович Юфит (1902, с. Шишаки, Шишакская волость, Миргородский уезд, Полтавская губерния, Российская империя — февраль 1948) — советский хозяйственный, государственный и партийный деятель.

## Биография
Родился в 1902 в селе Шишаки Шишакской волости Миргородского уезда Полтавской губернии Российской империи (ныне Шишаки — посёлок городского типа 
в составе Шишацкого поселкового совета Миргородского района Полтавской области Украины); сын десятника на лесоразработках, умершего в 1908.
В 1926 году окончил девятимесячные курсы партработников при ЦК КП(б)У в Харькове.
С 11 лет работал подручным на макаронной фабрике в Екатеринославле.
С января 1918 года курьер, затем инструктор губернского профсоюза торгово-промышленного предприятия Екатеринославля, орготдела губернского профсоюза.
С 1919 по 1922 год — доброволец Красной армии, был политбойцом, помощником военкома отдельного полка и председателя полкового партбюро. Член ВКП(б) с 1920 года.
С 1922  заведующий Агитационно-пропагандистским отделом Коростеньского уездного комитета КП(б) Украины, ответственный секретарь Волынского губернского комитета ЛКСМ Украины, ответственный секретарь районного комитета КП(б) Украины, заведующий Организационным отделом Шепетовского окружного комитета КП(б) Украины, секретарь ЦК Союза сахарников (1932-1933), начальник Политотдела Осколковской машинно-тракторной станции (1933-1935), 1-й секретарь Мошковского районного комитета ВКП(б) (1935-1937), и. о. 1-го секретаря, 1-й секретарь Областного комитета ВКП(б) Ойротской автономной области.
Возглавлял Ойротский обком до 12 февраля 1938 года.
В 1938 исключен из партии. Восстановлен решением КПК при ЦК ВКП(б) от 8 марта 1939, с объявлением строгого выговора за «притупление большевистской бдительности». С марта 1939 г. управляющий краевого коммунального банка в Барнауле. В июле-сентябре 1943 года директор Еманжелинского механического завода в Челябинской области. С сентября 1943 по август 1946 года директор Ейского ремонтно-механического завода в Краснодарском крае. С августа 1946 года директор Кировского ремонтно-механического завода. Умер в Кирове в феврале 1948 года.
Избирался депутатом Верховного Совета СССР 1-го созыва.